# Зандбайендорф
Зандбайендорф (нем. Sandbeiendorf) — община в Германии, в земле Саксония-Анхальт. 
Входит в состав района Оре. Подчиняется управлению Эльбе-Хайде.  Население составляет 280 человек (на 31 декабря 2006 года). Занимает площадь 8,90 км².